# 达米安·埃洛瓦
达米安·埃洛瓦（法語：Damien Eloi，1969年7月4日—），生於法國維爾的乒乓球運動員，使用的球拍是小提琴形狀，曾参加四届奥运会。

## 經歷
埃洛瓦出道于1980年代末期，擅长于双打，曾与盖亭合作，两次夺得世界乒乓球锦标赛双打季军。
埃洛瓦与盖亭、勒古及希拉为历史上实力最强的法国乒乓球队成员，他们曾夺得一次世乒赛男团亚军及两次世界杯男团季军。

## 主要成绩
- 1998年欧洲乒乓球锦标赛男子团体冠军
- 1997年世界乒乓球锦标赛男子团体亚军
- 1995年世界乒乓球锦标赛男子团体季军
- 1994年欧洲乒乓球锦标赛男子团体冠军